# 문의초등학교 소전분교
문의초등학교 소전분교는 충청북도 청주시 상당구 문의면 염티소전로 423 (소전리)에 있었던 분교이다.

## 연혁
- 1934.05.01 문의공립보통학교 부설 후곡간이학교 설립인가
- 1941.03.31 문의공립보통학교 부설 후곡간이학교 폐교
- 1941.04.01 용흥공립국민학교 설립인가(1학급 48명)
- 1980.03.01 폐교(대청댐 준공으로 인한 수몰)

- 1962.09.03 용흥국민학교 문덕분교장 설립인가
- 1963.03.01 용흥국민학교 문덕분교장 개교
- 1967.09.02 문덕국민학교 독립인가
- 1968.03.01 문덕국민학교 개교(6학급 258명)
- 1977.12.20 대청댐 수몰예정으로 인한 토지 및 건물보상 완료
- 1980.03.01 폐교(대청댐 준공으로 인한 수몰)

- 1980.03.01 대청댐 수몰로 인하여 용흥국교와 문덕국교가 폐교되고 구룡국교 신설됨
- 1980.03.03 구룡국민학교 소전분교장으로 본교와 동시 개교(본교 6학급(200명), 소전분교 복식3학급(55명))
- 1990.03.01 문의국민학교 소전분교장으로 편입
- 1999.03.01 문의초등학교로 통·폐합

## 위치
소전리는 면의 남부에 위치한 산촌 마을이다. 동은 회남면 거교리, 서는 거교리, 서는 후곡리, 남은 산수리, 북은 염티리와 접하고 있다. 마을 동쪽 샘봉사(461) 서쪽 골짜기에 발달한 마을로 마을의 중아에 산서리가 있고 마을 남쪽 숯고개를 넘어 금강변에는 소여골 마을이 있다. 산서 동쪽 횟골 고개를 넘어가면 버랏마을이 있다. 버랏에는 버랏 나루가 있었고 소여골에는 소여골 나루터가 있었으나 지금은 수몰되었다. 1980년 대청댐의 준공으로 소여골 마을은 완전 수몰 이주하였다. 현재 63호에 157명이 거주하고 있다.

## 마을 유래
소전리는 본래 문의군 남면의 지역인데 1914년 행정구역 폐합에 따라 산서리, 벌전리, 소여리, 상대리, 일부를 병합하여 소여와 벌전의 이름을 따서 소전리라하여 청주군 용흥면에 편입되었다가 1930년에 다시 문의면에 편입되었다. 현재는 버랏부락을 소전 1구, 산서리를 소전 2구로 분구하여 관리하고 있다.